# Homalium hypolasium
Homalium hypolasium é uma espécie de planta da família Salicaceae. Ela é encontrada nos Camarões e na Guiné Equatorial. O seu habitat natural encontra-se em florestas de planície subtropicais ou tropicais húmidas. Ela está ameaçada por perda de habitat.